# Paraphyllum antennatum
Paraphyllum antennatum är en insektsart som beskrevs av Hancock, J.L. 1913. Paraphyllum antennatum ingår i släktet Paraphyllum och familjen torngräshoppor. Inga underarter finns listade i Catalogue of Life.